# シグエンサ
シグエンサ（スペイン語: Sigüenza）は、スペイン・カスティーリャ＝ラ・マンチャ州グアダラハーラ県のムニシピオ（基礎自治体）。県北部に位置し、県都グアダラハーラから73km離れている。

## 地勢・経済
イベリコ山系やセントラル山系に近接する。自治体の中で標高の低い場所でも標高950m程度を有する。シグエンサから12km離れたオルナでエナレス川が発する。ドゥルス川とサラド川は、エナレス川の重要な支流である。
農業と牧畜業が伝統的に行われてきたが、現在は多様化し、サービス業と観光業が多くを占めてきている。

## 歴史
シグエンサは、かつてケルティベリア人のアレヴァシ族の定住地セゴンティア(Segontia)があった地である。現在、旧市街を意味するビリャビエハ(Villavieja)は、現在のシグエンサ市街から半リーグの場所にある。リウィウスは、ケルティベリア人との大カトの戦いについての論争の中で、この町に触れた。
ローマ帝国、西ゴート王国、ムーア人と、数世紀の間に支配者は移り変わった。シグエンサ司教座の歴史は非常に古く、589年に行われた第三回トレド公会議に代表を送っている。イスラム支配下でもキリスト教徒は信仰が保証され、シグエンサ司教座は絶えなかった。しかし、後にシグエンサから人口が流出し打ち捨てられたらしい。カスティーリャ王アルフォンソ6世がこの地域全体を征服した際、征服した都市の中にシグエンサの名が上がっていないからである。再植民が行われた後の1123年頃、初代シグエンサ司教としてベルナルド・デ・セディラクが着任した。1140年3月10日、アルフォンソ7世はシグエンサ司教を、シグエンサの封建領主とした。その後14世紀まで、シグエンサ司教は小規模な司教公領を保持し続けた。シグエンサは第一次カスティーリャ継承戦争において重要な役割を演じた。1355年、ペドロ1世の王妃ブランカ・デ・ボルボーンがシグエンサ城に幽閉された。
1468年、ペドロ・ゴンサーレス・デ・メンドーサがシグエンサ司教となった。彼はイサベル1世の元で権世を誇った政治家であり、シグエンサ司教座をトレド大司教座と統合した。
スペイン内戦では、フランコ側のグアルディア・シビルが町の最も高い場所にある城を要塞化する一方で、共和軍が低い場所にある大聖堂を確保していた。

## 史跡
- サンタ・マリア・デ・シグエンサ大聖堂（スペイン語版） - シグエンサ大聖堂とも。初代司教ベルナルド時代の1124年に建造。カスティーリャ王アルフォンソ6世やアラゴン王アルフォンソ1世が導入した厳律シトー会の影響が大きい。ロマネスク様式とゴシック様式の混合。現在はシグエンサ＝グアダラハーラ司教座聖堂。
- シグエンサ城（スペイン語版） - 12世紀に建てられたイスラム建築を元とする。中世はシグエンサ司教が所有していた。14世紀から19世紀まで幾度も修繕作業が行われてきた。現在はスペイン国営のパラドール（歴史文化財を利用した豪華な国営ホテル）となっている。
- ウエルトスの聖母修道院（スペイン語版） - 16世紀完成。聖クララ会の女子修道院。ゴシック様式とルネサンス様式の混合。

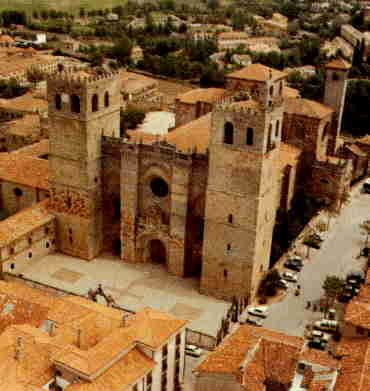
シグエンサ大聖堂
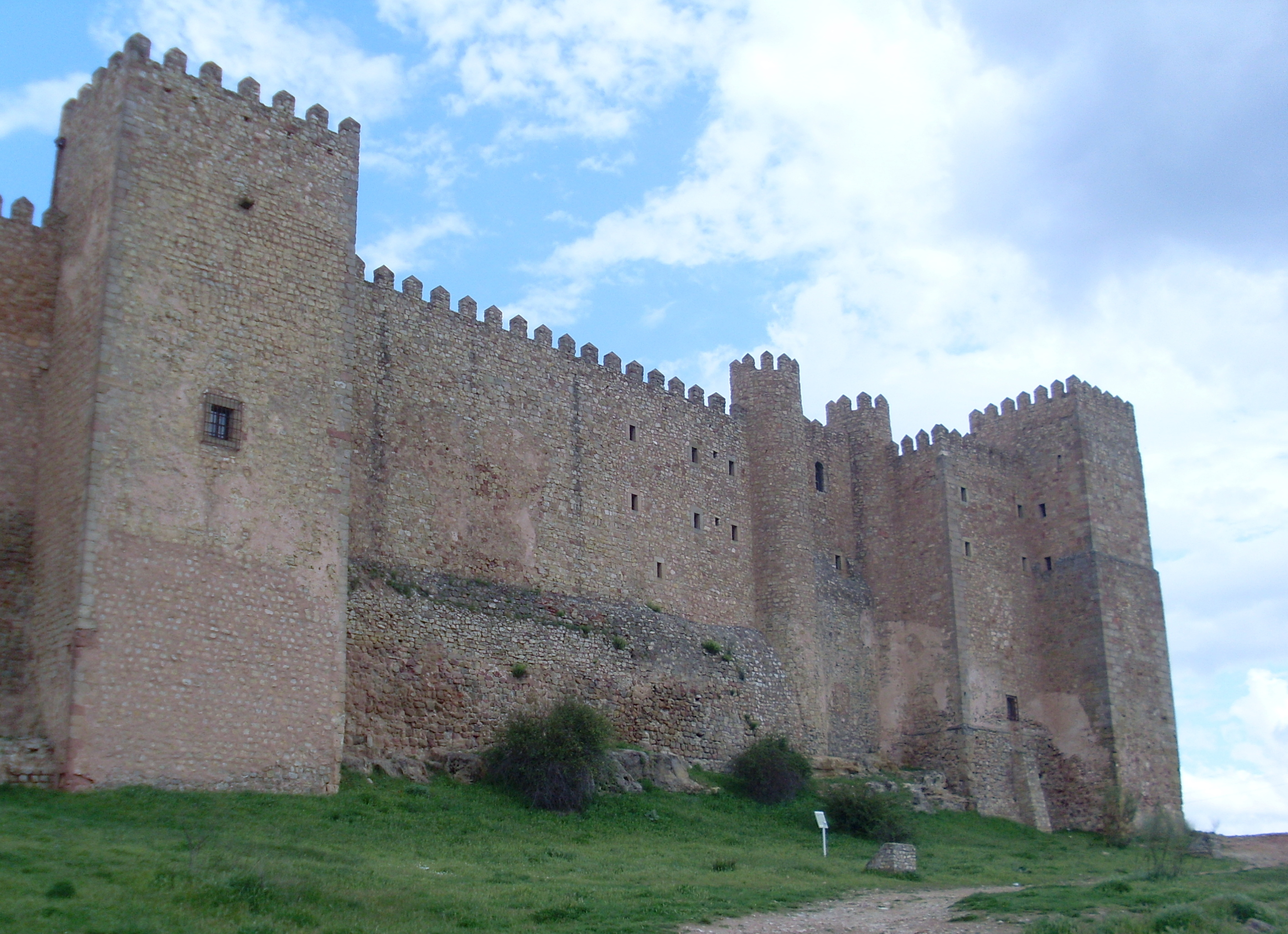
シグエンサ城
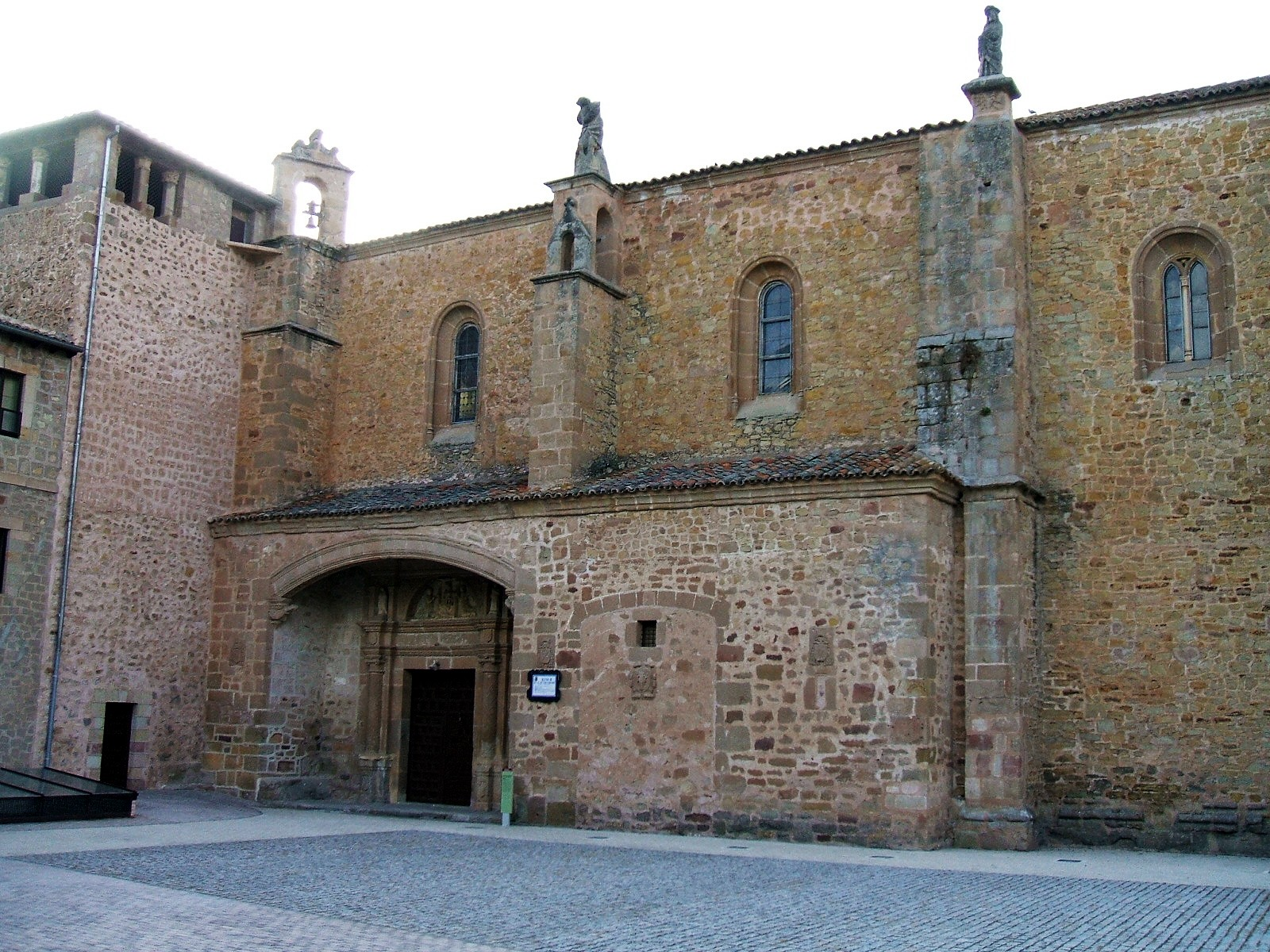
ロス・ウエルトス修道院
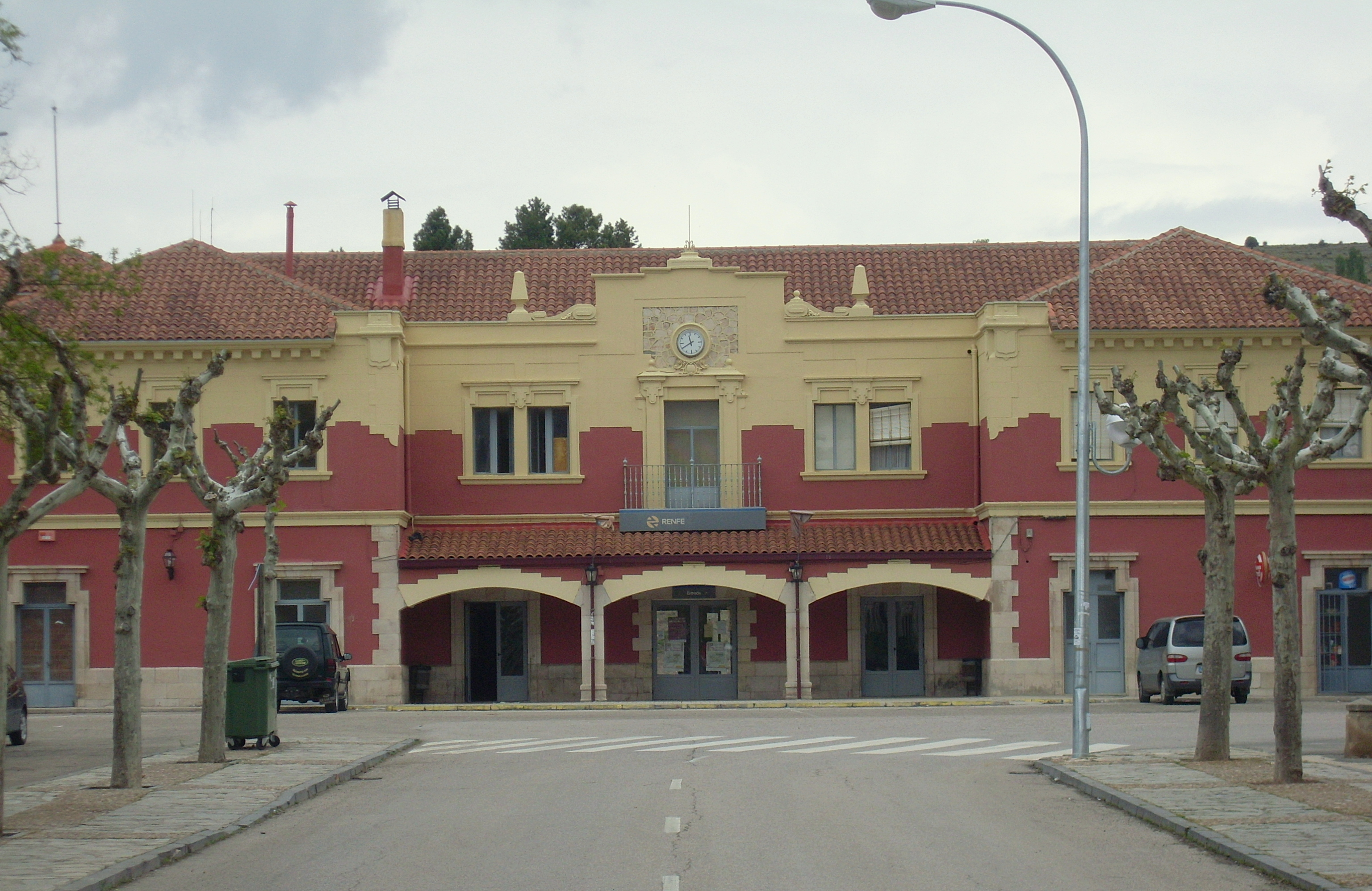
シグエンサ駅

## 交通
- 鉄道 - マドリード＝バルセロナ線
- 高速道路 – ノルデステ道路（スペイン語版）（グアダラハラ＝サラゴサ間を通る）